# Pokal evropskih prvakov 1967-68
Pokal evropskih prvakov 1967-68 je bila enajsta sezona moškega evropskega elitnega evropskega klubskega košarkarskega tekmovanja, danes znanega kot Evroliga. Naslov prvaka je osvojil španski klub Real Madrid.

## Kvalifikacijski krog
| Prvo moštvo        | Skup. rez. | Drugo moštvo      | 1. tekma | 2. tekma |
| ------------------ | ---------- | ----------------- | -------- | -------- |
| Maccabi Tel Aviv   | 165 - 144  | Alsace Bagnolet   | 85-62    | 80-82    |
| Alvik Stockholm    | 128 - 139  | KTP Kotka         | 67-67    | 61-72    |
| Boroughmuir BC     | 112 - 234  | Real Madrid       | 69-108   | 43-126   |
| FAR Rabat          | 121 - 205  | Joventut Badalona | 70-96    | 51-109   |
| Racing Luxembourg  | 113 - 148  | MTV 46 Giessen    | 63-76    | 50-72    |
| Honved Budapest    | 129 - 136  | KK Zadar          | 86-72    | 43-64    |
| Steaua Bucureşt    | 124 - 126  | Panathinaikos     | 82-65    | 42-61    |
| Vauxhall Motors BC | 97 - 236   | Legia Warsaw      | 56-93    | 41-143   |

## Osmina finala
| Prvo moštvo         | Skup. rez. | Drugo moštvo      | 1. tekma | 2. tekma |
| ------------------- | ---------- | ----------------- | -------- | -------- |
| Panathinaikos       | 141 - 159  | KK Zadar          | 79-70    | 62-89    |
| KTP Kotka           | 147 - 178  | CSKA Sofija       | 86-89    | 61-89    |
| SVE Utrecht         | 133 - 202  | Real Madrid       | 66-90    | 67-112   |
| Joventut Badalona   | 157 - 113  | Legia Warsaw      | 87-56    | 70-57    |
| MTV 46 Giessen      | 134 - 189  | Maccabi Tel Aviv  | 72-84    | 62-105   |
| Benfica Luanda      | 133 - 261  | RC Mechelen       | 59-90    | 74-171   |
| EK Engelmann Vienna | 135 - 171  | Simmenthal Milano | 79-95    | 56-76    |
| Altınordu Izmir     | 130 - 167  | Spartak Brno      | 61-65    | 69-102   |

## Četrtfinale

### Skupina A
| Prvo moštvo       | Skup. rez. | Drugo moštvo      | 1. tekma | 2. tekma |
| ----------------- | ---------- | ----------------- | -------- | -------- |
| CSKA Sofija       | 170 - 188  | Simmenthal Milano | 106-112  | 64-76    |
| KK Zadar          | 129 - 115  | Joventut Badalona | 85-69    | 44-46    |
| Simmenthal Milano | 161 - 131  | Joventut Badalona | 90-59    | 71-72    |
| CSKA Sofija       | 153 - 154  | KK Zadar          | 89-75    | 64-79    |
| Simmenthal Milano | 141 - 150  | KK Zadar          | 75-60    | 66-90    |
| Joventut Badalona | 181 - 177  | CSKA Sofija       | 80-71    | 101-106  |

| Klub              | OT | Z | P | DT  | PT  | KR  | Toč |
| ----------------- | -- | - | - | --- | --- | --- | --- |
| KK Zadar          | 3  | 3 | 0 | 433 | 409 | +24 | 6   |
| Simmenthal Milano | 3  | 2 | 1 | 490 | 451 | +39 | 5   |
| Joventut Badalona | 3  | 1 | 2 | 427 | 467 | -40 | 4   |
| CSKA Sofija       | 3  | 0 | 3 | 500 | 523 | -23 | 3   |

### Skupina B
| Prvo moštvo      | Skup. rez. | Drugo moštvo     | 1. tekma | 2. tekma |
| ---------------- | ---------- | ---------------- | -------- | -------- |
| Real Madrid      | 182 - 191  | Spartak Brno     | 85-78    | 97-113   |
| Maccabi Tel Aviv | 80 - 62    | RC Mechelen      | 78-62    | 2-0*     |
| Spartak Brno     | 155 - 147  | RC Mechelen      | 76-67    | 79-80    |
| Real Madrid      | 152 - 150  | Maccabi Tel Aviv | 64-54    | 88-96    |
| Spartak Brno     | 193 - 153  | Maccabi Tel Aviv | 105-76   | 88-77    |
| RC Mechelen      | 141 - 167  | Real Madrid      | 76-69    | 65-98    |

- * RC Mechelen je bil zaradi namernega avtokoša kaznovan z izgubo obeh tekem.

| Klub             | OT | Z | P | DT  | PT  | KR  | Toč |
| ---------------- | -- | - | - | --- | --- | --- | --- |
| Spartak Brno     | 3  | 3 | 0 | 539 | 482 | +57 | 6   |
| Real Madrid      | 3  | 2 | 1 | 501 | 482 | +19 | 5   |
| Maccabi Tel Aviv | 3  | 1 | 2 | 381 | 407 | -26 | 4   |
| RC Mechelen      | 3  | 0 | 3 | 350 | 400 | -50 | 3   |

## Polfinale
| Prvo moštvo       | Skup. rez. | Drugo moštvo | 1. tekma | 2. tekma |
| ----------------- | ---------- | ------------ | -------- | -------- |
| Real Madrid       | 144 - 127  | KK Zadar     | 76-62    | 68-65    |
| Simmenthal Milano | 150 - 166  | Spartak Brno | 64-63    | 86-103   |

## Finale
| Prvo moštvo | Rezultat | Drugo moštvo |
| ----------- | -------- | ------------ |
| Real Madrid | 98 - 95  | Spartak Brno |